# Chryssa Kouveliotou

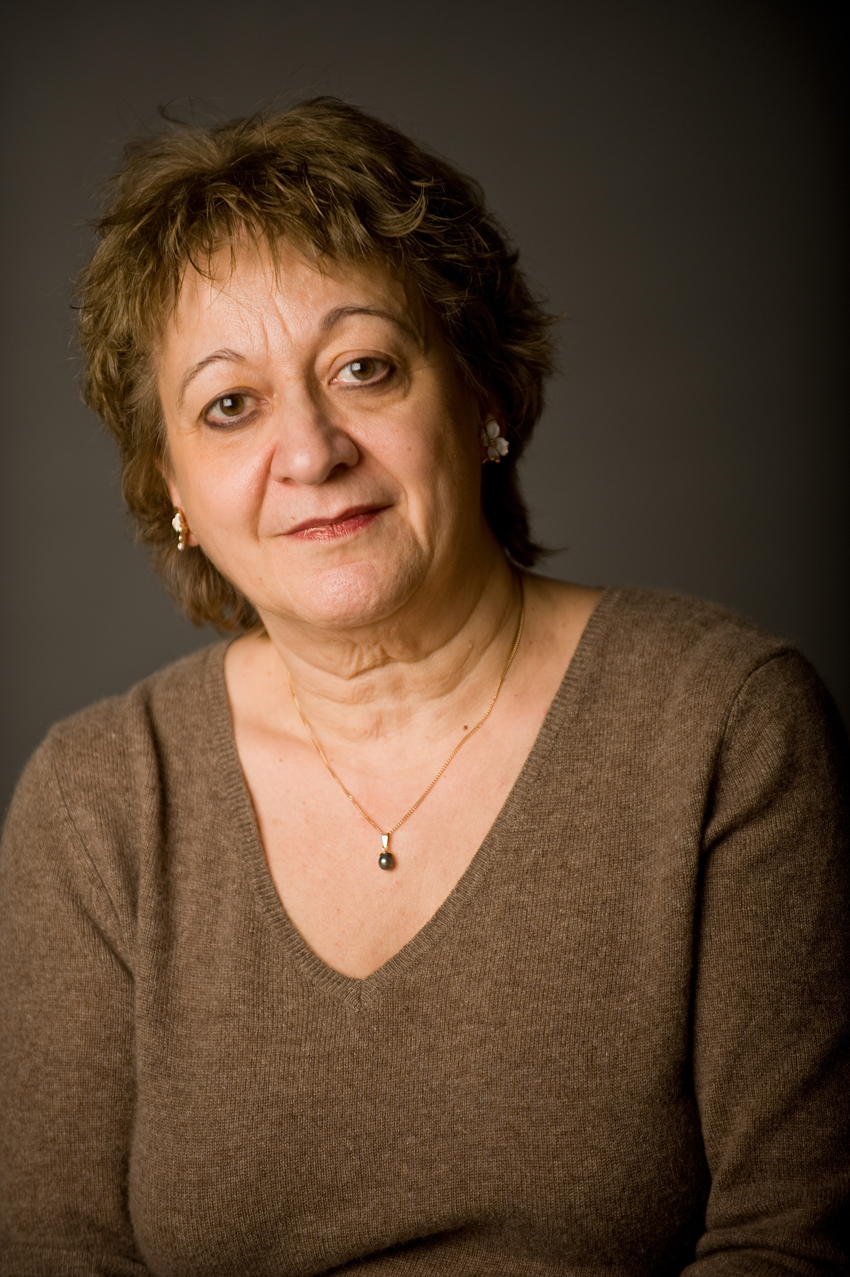
Chryssa Kouveliotou

Chryssa Kouveliotou (* 1953 in Athen; griechisch Χρύσα Κουβελιώτου) ist eine griechisch-US-amerikanische Astrophysikerin. Sie ist Wissenschaftlerin am Marshall Space Flight Center der NASA.

## Leben
Kouveliotou wuchs in Griechenland auf und studierte an der Universität Athen (bis zum Vordiplom) und der University of Sussex und wurde 1981 an der TU München promoviert mit einer Dissertation über Gamma Ray Bursts (GRB). Danach lehrte sie Physik und Astronomie an der Universität Athen. Anschließend ging sie zur NASA, wo sie Teil des Teams war, das wiederkehrende Gammabursts (Gamma Repeater) fand. 1985 ging sie auf Einladung von Gerald Fishman ans Marshall Space Flight Center der NASA in Huntsville. Sie war an der Erforschung von Gammablitzen mit dem 1991 gestarteten BATSE-Experiment beteiligt und an BeppoSAX (gestartet 1997), mit dem 1997 Entsprechungen der Gamma Bursts im Röntgenbereich gefunden wurden. Sie war daran ebenso beteiligt wie an den Entdeckungen der Koinzidenzen von GRB und Supernovae (zuerst 1998 gefunden, besonders deutlich 2003 bei einem der hellsten und nächsten GRB, die bis dahin beobachtet wurden). Die Entdeckung unterstützte das Kollapsar-Modell von GRB von Stan Woosley (1993).
Kouveliotou entdeckte insbesondere mit dem Swift-Satelliten kurzzeitige GRB (einmal mit Zeitdauern unter zwei Sekunden und mit Zeitdauern um 30 Sekunden), die möglicherweise zum Teil von Verschmelzungen von Neutronensternen stammen (statt von Kollapsaren).
Kouveliotou ist insbesondere bekannt für ihre Entdeckung von Magnetaren (1998), Pulsaren mit extrem hohen Magnetfeldern, die sie mit dem 1996 gestarteten Rossi X-ray Timing Explorer an sich wiederholenden Gammablitzen (Soft Gamma Repeater, SGR) entdeckte. SGR's waren seit 1979 bekannt, ihre Interpretation als Magnetare stammte von Robert C. Duncan und Christopher Thompson (1992, 1995). Koveliotou und Kollegen gelang der Nachweis der zur Erklärung herangezogenen besonders starken Magnetfelder.
2003 erhielt sie den Bruno-Rossi-Preis. 2012 erhielt sie den Dannie-Heineman-Preis für Astrophysik. Sie ist Fellow der American Physical Society (deren Abteilung Astrophysik sie vorstand) und der American Association for the Advancement of Science. Sie war Vorstand der Abteilung Hochenergieastronomie der American Astronomical Society. 2013 wurde sie in die National Academy of Sciences gewählt, 2015 in die Königlich Niederländische Akademie der Wissenschaften, 2016 in die American Academy of Arts and Sciences. 2021 erhielt sie den Shaw Prize in Astronomie (gemeinsam mit Victoria M. Kaspi), 2024 die Bruce Medal. Am 23. September 2024 wurde ein Asteroid nach ihr benannt: (28883) Kouveliotou.
Sie war mit dem Astrophysiker Jan van Paradijs verheiratet.

## Schriften
- mit R. C. Duncan, C. Thompson Magnetare, Spektrum der Wissenschaft, Mai 2003
- Herausgeber mit Ralph Wijers, Stan Woosley Gamma Ray Bursts, Cambridge University Press 2012
- Herausgeber mit Joseph Ventura, Ed van den Heuvel The neutron star-black hole connection, Kluwer 2001
- C. Kouveliotou: Magnetars. In: Proceedings of the National Academy of Sciences. Band 96, Nummer 10, Mai 1999, S. 5351–5352, PMID 10318885, PMC 33576 (freier Volltext).